# Pentala skärgårdsmuseum
Pentala skärgårdsmuseum (finska:  Saaristomuseo Pentala) är ett finländsk kulturhistoriskt museum vid Aisarfjärden på ön Pentala i Esbo stad, som öppnade 2018.
På Pentala har bedrivits yrkesfiske, efterhand av allt färre fiskare. Ett skärgårdsmuseum har diskuterats länge, först med placering i Larsvik. Detta fiskehemman brann dock ned i början av 1970-talet. År 1974 köpte Esbo stad två hemman av Elsa Nyholm och åren 1985–87 köpte staden ytterligare del av det som varit Nyholms fiskehemman. Elsa Nyholms svägerska Gurli Nyholm blev den sista som bodde i det Nyholmska hemmanet, efter det att hennes man Arvid Nyholms (1891-1972) dött 1972. Esbo stadsmuseum inköpte 1988 efter Gurli Nyholms (1905–87) död hennes lösöre i dess helhet. 
Esbo stad har sedan början av 2000-talet renoverat Strandboden, Fiskarstugan, Gurlis hus, Villa Rosengård, Lilla Villan, Gula Villan, ladugården, bastun och övriga byggnader, sammanlagt tolv, på de båda gårdarna. Från 2010 har arbetet bedrivits med sikte på att driva ett museum där med Esbo stadsmuseum som huvudman.